# 張桂
張桂（朝鮮語: 장계）は、高麗の文官であり、朝鮮氏族の仁同張氏の始祖である。
張桂は、高麗時代に金紫光禄大夫の芸文館大提学を務めた。
張桂は、中国から渡来したとされる。